# Dosquers
Dosquers (etimologia: Duobus queriis) és un poble al municipi de Maià de Montcal (la Garrotxa), estès a la riba esquerra del Fluvià. Es formà al voltant del castell de Dosquers i l'església de Sant Martí de Dosquers, esmentada el 1245. L'antic municipi, de 4,45 km², comprenia els veïnats d'Usall, de la Riera i Vila-rodona. En la divisió Territorial de Catalunya de 1936 fou inclòs en la comarca de l'Alt Empordà, però el 1937 en fou segregat i inclòs en la de la Garrotxa.
La festa major de Dosquers se celebra per Sant Jaume, el mes de juliol. El 1934 l'escola del poble es va traslladar a un edifici fora del poble, i va estar en funcionament fins a 1971.
Al sud del poble hi ha l'antic camí que unia Besalú amb Castelló d'Empúries. Antigament es podia travessar el riu Fluvià per agafar un camí cap a Banyoles
Dosquers fou municipi independent fins al 1969. Entre el 1846 i el 1847 havia estat unit a Cabanelles, juntament amb Pedrinyà. Pedrinyà va ser incorporat llavors a Crespià i Dosquers va restar independent, amb ajuntament propi. El 1969 va ser incorporat al terme de Maià de Montcal.